# Сострат Кнідський
Состра́т Кні́дський (давньогр. ΣΟΣΤΡΑΤΟΣ ΔΕΞΙΦΑΝΟΥ ΚΝΙΔΙΟΣ) — давньогрецький архітектор, дипломат і військовий інженер IV—III століть до нашої ери.

## Біографічні дані
Сострат був сином Дексіфана Кнідського, також архітектора. Служив єгипетським правителям з роду Птолемеїв — Птолемеєві Першому та Птолемеєві Другому. На думку історика Юрія Литвиненка, ця служба почалася приблизно 323 року до нашої ери й закінчилася в 70-х роках III століття до нашої ери.

## Архітектура й будівництво
Про Сострата Кнідського як архітектора згадують Пліній Старший, Лукіан, Страбон, Іоанн Стобей та інші. В античних джерелах є вказівки на те, що Сострат був будівничим Александрійського маяка, одного зі семи чудес світу (280 рік до н. е.).
За Лукіаном, Сострат, попри заборону Птолемея Другого, наказав вирізьбити на камені маяка такий напис:
А тоді наказав покрити тиньком вирізьблене й зверху зазначити ім'я Птолемея Другого. Розраховував, що нащадки побачать ім'я Сострата, коли тиньк обвалиться. Причому вислів «боги-рятівники» можна трактувати двояко. У той час александрійці саме так називали богорівних Птолемея Першого та його дружину Береніку Першу. Так само грецькі мореплавці звали Діоскурів, яким поклонялися. Згадка про випадок з написом на маяку є в «Географії» Страбона. Натомість Пліній Старший ствердив, що Сострат, спроєктувавши маяк, дістав від Птолемея Другого милостивий дозвіл підписатися на своєму творінні. Британський археолог Річард Аллан Томлінсон трактує випадок з підписом на користь того, що Сострат не був архітектором маяка, а лише дав гроші на його будівництво та посвячення.
У «Природничій історії» Плінія Старшого написано, що Птолемей дозволив зазначити ім'я Сострата на новозбудованих садах-портиках храму Афродіти в Кніді, подібних своєю конструкцією до висячих садів Семірамі́ди у Вавилоні. У творі «Дві любові» Лукіан згадує портик Сострата, нічого не кажучи про авторство.
Ймовірно, що Сострат також проєктував інші споруди в Кніді та Дельфах, зокрема форум для зборів жителів Дельф (285—272 р. до н. е.).
Приблизно в 323—322 роках до нашої ери Сострат як військовий інженер керував спорудженням відвідних каналів, щоб перекрити канал, яким від Нілу постачався водою Мемфіс, на той час узятий в облогу військом Птолемея Першого. Той прагнув неподільно панувати над усім Єгиптом. Військо взяло місто, що залишилося без води.
Сострат також брав участь у дипломатичних місіях. Зокрема, під час Четвертої війни діадохів Птолемей Перший посилав його на переговори з Антігоном Першим Однооким та Деметрієм Першим Поліоркетом.